# Bergheim-Müllekoven
Bergheim-Müllekoven war eine Gemeinde im Siegkreis, die von 1816 bis 1927 der Bürgermeisterei Sieglar zugeordnet war. Seit 1969 sind Bergheim und Müllekoven zwei Stadtteile von Troisdorf im nordrhein-westfälischen Rhein-Sieg-Kreis.

## Geschichte
Landesherrlich gehörte die Region früher zum Herzogtum Berg. Als eine frühe Form von Gemeinden entstanden im Mittelalter Honschaften, die ein Zusammenschluss der Bewohner von Einzelhöfen und der sich bildenden Ortschaften waren. Nach einer im Jahr 1555 erhobenen Aufstellung der Gerichtsverhältnisse im Herzogtum Berg bildeten Bergheim und Müllekoven zusammen eine Honschaft.
Nachdem 1815 dem Königreich Preußen auf dem Wiener Kongress das Rheinland zugesprochen wurde, wurde aus den beiden Dörfern die selbständige Landgemeinde Bergheim-Müllekoven gebildet, die von der im Jahr 1816 neu geschaffenen Bürgermeisterei Sieglar im Kreis Siegburg verwaltet wurde. Von 1845 an hatte Bergheim-Müllekoven einen gewählten Gemeinderat, der auch den Gemeindevorsteher wählte.
- Am 1. April 1927 wurde die Gemeinde Bergheim-Müllekoven in die Gemeinde Sieglar eingemeindet.[1]
- Am 1. August 1969 wurde die Gemeinde Sieglar nach dem Bonn-Gesetz aufgelöst und der Stadt Troisdorf angegliedert.[2]

### Einwohnerentwicklung
| Jahr | Einwohner |
| ---- | --------- |
| 1816 | 915       |
| 1843 | 1233      |
| 1871 | 1506      |
| 1905 | 1683      |
| 1961 | 2168      |

## Statistik 1885
Neben dem Kirchdorf Bergheim mit 1149 Einwohnern in 236 Häusern gehörte nur noch das Dorf Müllekoven mit 439 Einwohnern in 95 Häusern zur Gemeinde.
- Zum Vergleich: In 2010 Bergheim = 5786 Einwohner; Müllekoven = 1880 Einwohner.

Die Gemeinde Bergheim-Müllekoven hatte 1885 insgesamt 1588 Einwohner, die in 331 Wohngebäuden lebten; 827 der Einwohner waren männlich und 761 weiblich. Die Gemeinde war mit 1569 Gläubigen überwiegend katholisch und gehörten zur Pfarrei St.  Lambertus in Bergheim; daneben gehörten 19 Bürger dem jüdischen Glauben an.
1885 hatte die Gemeinde eine Fläche von 612 ha, davon 314 ha Ackerland, 10 ha Wiesenfläche und 179 ha Waldfläche.